# Eugenia Charles
 Bà Mary Eugenia Charles, DBE (15 tháng 5 năm 1919 - 6 tháng 9 năm 2005) là một chính trị gia người Dominica là Thủ tướng của Dominica từ ngày 21 tháng 7 năm 1980 cho đến ngày 14 tháng 6 năm 1995. Là nữ luật sư đầu tiên ở Dominica, bà còn là thủ tướng đầu tiên của Dominica và nữ thủ tướng duy nhất cho đến nay. Bà là nữ thủ tướng thứ hai tại vùng biển Caribbean sau Lucina da Costa của Antilles Hà Lan. Bà là người phụ nữ đầu tiên ở châu Mỹ được bầu làm người đứng đầu chính phủ. Bà phục vụ trong thời gian dài nhất của bất kỳ thủ tướng Dominican nào và là nữ Thủ tướng phục vụ lâu thứ ba thế giới, sau Indira Gandhi của Ấn Độ và Sirimavo Bandaranaike của Sri Lanka. Bà đã lập một kỷ lục về sự phục vụ liên tục lâu nhất của bất kỳ nữ Thủ tướng nào.

## Sự nghiệp chính trị

Charles gặp Tổng thống Mỹ Ronald Reagan tại Phòng Bầu dục của Nhà Trắng về các sự kiện đang diễn ra ở Grenada

Charles bắt đầu chiến dịch chính trị trong những năm 1960 chống lại những hạn chế về tự do báo chí. Bà đã giúp thành lập Đảng Tự do Dominica (DFP) và là người lãnh đạo của đảng từ đầu những năm 1970 cho đến năm 1995. Bà được bầu vào Hạ viện năm 1970 và trở thành Lãnh đạo phe đối lập năm 1975. Bà tiếp tục phục vụ sau khi Dominica giành được độc lập hoàn toàn khỏi sự cai trị của Anh vào năm 1978.
Charles trở thành Thủ tướng khi DFP thắng áp đảo cuộc bầu cử năm 1980, chiến thắng bầu cử đầu tiên của đảng. Bà tiếp quản Oliver Seraphin, người chỉ tiếp quản một năm trước đó, khi các cuộc biểu tình rầm rộ đã buộc thủ tướng đầu tiên của đất nước Patrick John phải từ chức. Bà cũng từng là Bộ trưởng Ngoại giao của Dominica từ 1980 đến 1990, và là chủ tịch của Tổ chức các quốc gia Đông Caribê (OECS).  
Năm 1981, bà phải đối mặt với hai cuộc đảo chính. Năm đó Frederick Newton, chỉ huy của Quân đội Dominica, đã tổ chức một cuộc tấn công vào trụ sở cảnh sát ở Roseau, dẫn đến cái chết của một sĩ quan cảnh sát. Newton và năm người lính khác bị kết tội trong vụ tấn công và bị kết án tử hình vào năm 1983. Các bản án của năm đồng phạm sau đó đã bị kết án chung thân, nhưng Newton đã bị xử tử năm 1986.
Năm 1981, một nhóm lính đánh thuê người Canada và người Mỹ, hầu hết liên kết với nhóm siêu quyền lực trắng và nhóm Ku Klux Klan, đã lên kế hoạch đảo chính để khôi phục cựu Thủ tướng Patrick John lên nắm quyền. Nỗ lực, mà những kẻ âm mưu có mật danh Chiến dịch Chó đỏ, đã bị cản trở bởi các đặc vụ liên bang Mỹ ở New Orleans, Louisiana. Nó đã sớm được mệnh danh là "Bayou of Pigs", đề cập đến cuộc xâm lược Vịnh Con Lợn thất bại nhiều năm trước ở Cuba.
Charles được thế giới bên ngoài biết đến rộng rãi hơn với vai trò của cô trong cuộc đối đầu với cuộc xâm lược Grenada của Hoa Kỳ. Trước sự bắt bớ và hành quyết của Thủ tướng Grenadian Maurice Bishop, Charles sau đó giữ chức Chủ tịch Tổ chức các quốc gia Đông Caribê, đã kêu gọi Hoa Kỳ, Jamaica và Barbados can thiệp. Bà xuất hiện trên truyền hình với tổng thống Hoa Kỳ Ronald Reagan, ủng hộ cuộc xâm lược. Nhà báo Bob Woodward đã báo cáo rằng Hoa Kỳ đã trả hàng triệu đô la Mỹ cho Chính phủ Dominica, một số trong đó được CIA coi là 'khoản chi trả' cho Charles ủng hộ sự can thiệp của Hoa Kỳ vào Grenada.
Charles và nhóm của bà bị coi là bảo thủ theo quan điểm của Caribbe. Tuy nhiên, các nhà quan sát Mỹ coi nhiều chính sách của bà là trung dung hoặc thậm chí là cánh tả; ví dụ, bà ủng hộ một số chương trình phúc lợi xã hội. Các vấn đề khác quan trọng với bà là luật chống tham nhũng và tự do cá nhân.    Với lập trường không khoan nhượng về vấn đề này và các vấn đề khác, bà được biết đến với cái tên "Người đàn bà thép của vùng Caribbe" (sau "Người đàn bà thép" ban đầu, Margaret Thatcher).